# Sacrifice du cheval

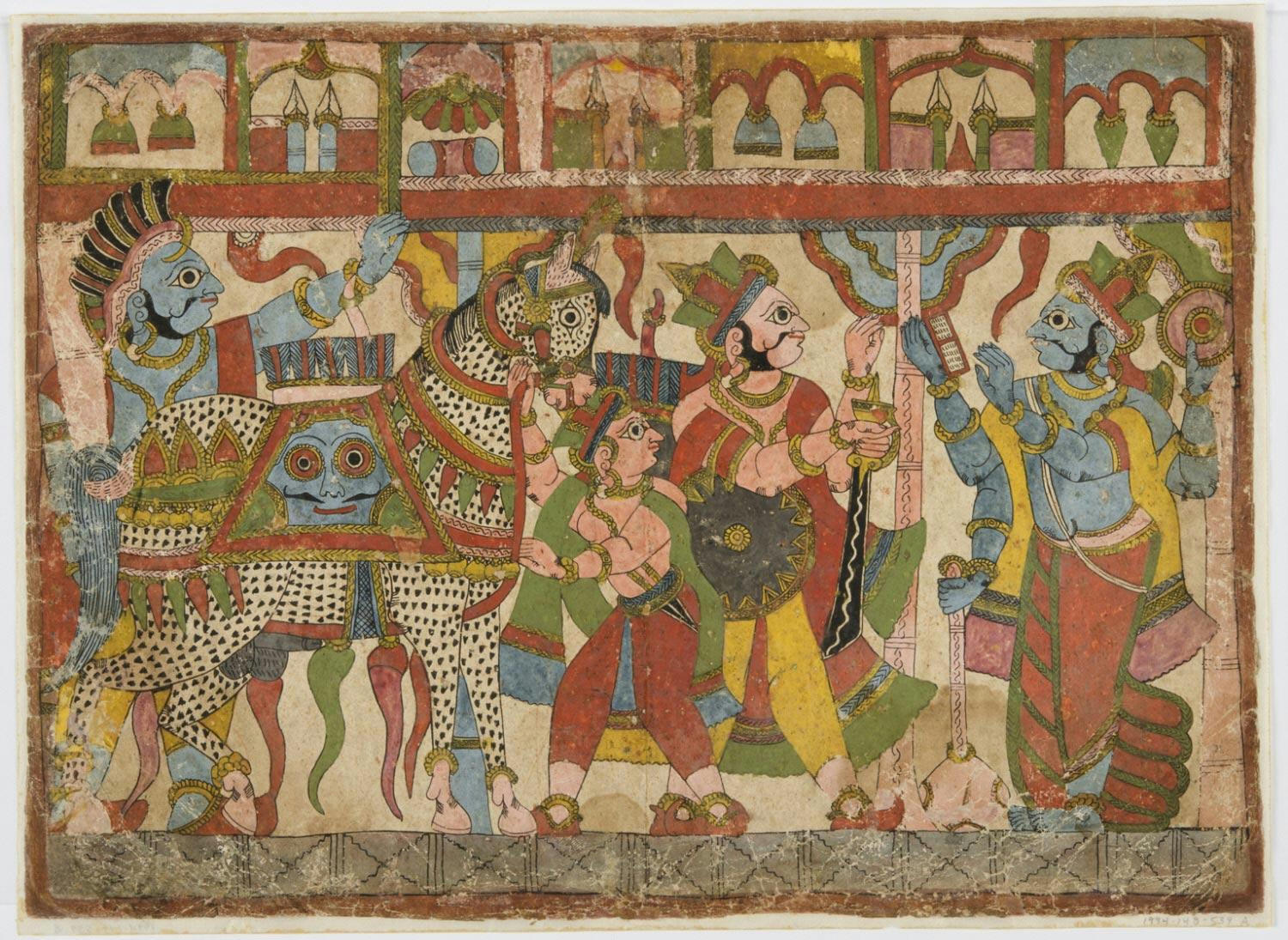
Représentation du départ du cheval et de l'armée qui le protège lors de l’Ashmavedha

Le sacrifice du cheval est une pratique durant laquelle un cheval est sacrifié, généralement dans le cadre d'un rite de fertilité ou de royauté, en offrande à des divinités. Il est pratiqué par différents peuples au cours de l'histoire, notamment les Celtes Gaulois et Irlandais, les Romains à travers l'October Equus, les Hindous avec l'Ashvamedha, et dans l'actuelle Sibérie.

## Histoire
Les Francs pratiquent parfois le sacrifice rituel du cheval, comme le faisaient les Gaulois, et consomment ensuite sa viande. Des sacrifices de chevaux perdurent jusqu'au début du XXe siècle dans certaines régions isolées, en 1913, le peuple Mari de la région de la Volga le pratique encore.

## Rites

### Ashvamedha
L'ashvamedha est un rite védique et brâhmanique de l'Inde ancienne, pratiqué par les râja exerçant une suzeraineté sur ceux des États environnants. Il est décrit dans les textes anciens, comme le Mahābhārata. Le cheval y est sacrifié en grande pompe au cours d'une fête où tous les râja vassaux sont invités. Les hindous modernes (et les historiens) pensent que le sacrifice était seulement symbolique (on remplaçait le cheval véritable par une représentation de cheval) et que le cheval vivant n'était pas réellement abattu (pour des raisons d'Ahimsâ, sacrifice intérieur). Quoique le sacrifice du cheval, lui, soit bien réel aux yeux des brâhmanes. Le râja ayant pratiqué le sacrifice du cheval recevait le titre de chakravartin.

### October Equus
October Equus est le nom d’une fête religieuse célébrée dans la Rome antique en l'honneur de Mars, dieu de la guerre. Le nom de cette fête signifie « cheval d'octobre » et évoque la victime sacrifiée à cette occasion.

### Intronisation en Irlande
Le sacrifice fait partie intégrante des rites d'intronisation irlandais. Une jument blanche est sacrifiée puis bouillie, le roi prétendant doit alors se baigner dans le bouillon de l'animal, et en ressort investi de sa nouvelle fonction.

### Scandinavie médiévale
Les peuples Germains et Scandinaves, qui réintroduisent l'hippophagie en Europe jusqu'au IXe siècle, ont des pratiques rituelles réputées apporter protection et fertilité,,,. La viande consommée après le sacrifice est censée transmettre la force du cheval, « génie de la fécondité », à son propriétaire ou son bourreau. Les Vikings continentaux de Gern effectuaient des sacrifices de chevaux blancs avant d'en consommer la viande. Incarnation du cycle vital cosmique, le cheval devait l'entretenir par son sacrifice régulier. Régis Boyer pense que le Völsa þáttr, texte où une famille scandinave mange son cheval après sa mort et garde le pénis de l'animal en le considérant comme un dieu, témoigne de ces « pratiques rituelles fort anciennes », et souligne le caractère sacré du cheval.